# 古文
古文（こぶん）は、漢字の書体の一種。広い意味での篆書系統の文字である。
広義には秦の篆書体以前に使われていた文字を指すが、狭義には後漢の許慎による字書『説文解字』や魏の「三体石経」に「古文」として使われている文字、さらに出土文物である六国の青銅器・陶磁器・貨幣・璽印や長沙仰天湖楚墓竹簡・信陽楚墓竹簡・楚帛書といった文書に使われている文字を指す。

## 文字としての「古文」
前漢代、秦の焚書政策を免れて孔子旧宅の壁中や民間から発見された秦以前の儒家の経書のテキストに使われていた文字であり、当時の経書に一般的に使用されていた書体である今文（隷書体）に対して古文という（テキストについては下記、古文経学を参照）。
「古文」とは本来「古い時代の文字」という意味でしかなく、その定義は極めて曖昧なものである。しかし、後漢時代の古文経学者である許慎が著書『説文解字』に479字の古文（説文古文）を異体字として収録し、また三国時代、魏の三体石経が古文を使っていたおかげで、その一端を窺い知ることができた。
現在『説文解字』や「三体石経」に収録されている「古文」の字形を見ると、画の先が鋭く尖っており、金文に極めてよく似通っている。字形も同時代既にある程度の部首分けが可能な形となっていた大篆（小篆の原型）に比べると未整備な部分が多い。
近代になり、王国維は「戦国時秦用籀文六国用古文説」（1916年）において古文を戦国時代、秦以外の六国（斉・楚・燕・韓・趙・魏）で使用されていた文字と推定し、東方各国で発展した文字と考えた。西方の籀文に対し、東方の古文の系統を想定したものである。説文古文は『説文解字』の2000年にも及ぶ伝写の過程でその書風が大きく変わっている可能性があり、当時のものを反映しているとは言い難い。しかし、その字体構造については、その後、陸続と発見された出土文字資料（特に楚簡が中心となる）との共通性が確かめられ、六国文字は六国古文（りっこくこぶん）と呼ばれている。
また唐代末期には乱れた漢字の字体を整理するために典拠のある規範漢字を求めようとする文字校勘学、字様書が興起した。その際に古文の収集も行われて十数種の古文集字書が著されたとされ、その成果は北宋初、郭忠恕の『汗簡』や夏竦の『古文四声韻』に収められた。これらの書物は従来あまり顧みられなかったが、出土する戦国竹簡の読解に有用であることが分かり、古文の知識が唐宋時代にも残っていたことが知られた。

## 古文経学
古文で書かれた経書のテキストを古文経（こぶんけい）、伝（注釈）を含めて古文経伝（こぶんけいでん）という。当時、一般的に通行していた今文で書かれたテキスト（今文経伝）と文字や内容に異同があったため、経書の解釈を巡って論争が起こった。古文経伝も当時通行の書体に改められたので、ここでいう今・古文は、由来するテキストの違いを指す言葉であった。

### 展開
古文経伝を奉ずる学問を古文学（こぶんがく）または古文経学（こぶんけいがく）という。前漢末の劉歆が提唱したもので、当初は今文が普通であったため主流ではなかったが、王莽の新朝で学官に立てられるなど徐々に頭角を現した。
後漢では王莽政権を否定するため、古文経伝に学官が立てられることはなかった。そのため、古文学は在野で行われ、経文の一字一句を解釈する訓詁学を発展させた。五経博士を主体とした今文経学が一経専門で家法の伝授を墨守し、他経にまで通ずることがなかったのに対し、古文学は博学でさまざまな理論を取り入れつつ、六経全般を貫通する解釈学構築を目指した。そのなかで今文と古文を字体の差異に還元し、字形にもとづく解釈学を発展させた許慎の『説文解字』も生まれている。また鄭玄は三礼を中心に六経に通ずる理論体系を打ち出し、後漢の経学を集大成したのである。この結果、完全に今文経学の伝承は途絶え、儒学は古文学の独擅場となった。
しかしこのように一本化されたことによって、逆に唐代になると今文古文の差異が重視されなくなり、その存在感に影が差し始める。宋代になると一字一句にこだわる訓詁学に対して異議が唱えられ、字義よりも思想内容を重視した朱子学などの新しい経学が生まれた。
しかし、清代になると朱子学の解釈学が主観的すぎるとの批判がおこり、乾嘉の学（考証学）では、古文学をもとに漢学の復興がはかられた。その後、常州学派が今文を重視し、古文経伝は劉歆の偽作と主張された。

### 古文経伝
古文学では六経の順序を『易』『書』『詩』『礼』『楽』『春秋』とする。漢代の古文経伝には次のようなものがある。
- 「古文易」 - 今文易と大差はないが、前漢末、劉向が今文三家易を宮中の古文易で校合したところ今文易経には「無咎悔亡」が脱去しており、民間の費直が伝えた「費氏易」だけが古文易と同じであったという。現行本『易経』のテキストは、費氏本をもとにした魏の王弼の『周易注』である。
- 「古文尚書」57篇 - 孔子旧宅の壁中から発見され孔安国が伝えたものなどをいう。「今文尚書」より16篇多い「逸書」が存在した。西晋末期の永嘉の乱で散佚。現行本『書経』のテキストは、東晋の梅賾（ばいさく）が献上した「偽古文尚書」である。
- 「毛詩」29巻 - 前漢の毛亨・毛萇が伝えた。現行本『詩経』のテキスト。
- 「周官」6篇 - 現行本『周礼』のテキスト。
- 「礼古経」56篇 - 『儀礼』の古文経。現行本『儀礼』のテキストは、鄭玄が今文の高堂本と礼古経を校合してできたものという。ただし、礼古経は56篇であり、高堂生が伝えた今文経17編より39篇多いが、この39篇は散佚し『逸礼』といわれる。
- 「春秋古経」12篇 - 単独では現在に伝えられておらず、『春秋左氏伝』に付随して伝えられている。「春秋古経」と「春秋左氏伝」を配合したのは西晋の杜預とされる。他の二伝が伝える『春秋』よりも2年分多い哀公十六年まで記載されている。
- 「春秋左氏伝」30巻 - 現行本『春秋左氏伝』のテキスト。
- 「古論」21篇 - 古文の『論語』。孔子旧宅の壁中から発見された。そしてこれは現存しない。現行本『論語』のテキストは、後漢の張禹が今文の「魯論」を中心に同じく今文の「斉論」と校合して作った「張侯論」をもとに、鄭玄が「古論」と校合して作ったという『論語注』である。
- 「古文孝経」1篇 - 孔子の旧宅壁中から古文尚書とともに発見され、孔安国が伝を作った。梁代に散佚。隋代に再発見されたものは偽書の疑いが高いという。これも中国では唐代に散佚した。日本に唐代に輸入されたものがあるが偽書とされる。